# 瑞山警察署
瑞山警察署（ソサンけいさつしょ）は、忠南地方警察庁所管の警察署である。

## 管轄区域
- 瑞山市

## 沿革
- ?年 - 開署
- 1947年12月 - 泰安警察署と分離
- 1956年3月 - 泰安警察署を統合
- 1957年11月16日 - 瑞山郡大湖芝面と貞美面の唐津郡編入に伴い唐津警察署へ大湖芝支署と貞美支署を移管
- 2017年 - 泰安警察署再開設に伴い、泰安郡を管轄から外す。

## 組織
- 警務課
- 生活安全課
- 捜査課
- 警備交通課
- 情報保安課
- 聴聞監査官

## 管轄地区隊
- 大山地区隊
- 西部地区隊

## 管轄派出所
- 東部派出所
- 海美派出所
- 浮石派出所
- 八峰派出所
- 聖淵派出所

## 管轄治安センター
- 音岩治安センター
- 高北治安センター
- 雲山治安センター
- 仁旨治安センター
- 地谷治安センター
- 漁松治安センター